# Kempo (plaats)
Kempo is een bestuurslaag in het regentschap Dompu van de provincie West-Nusa Tenggara, Indonesië. Kempo telt 4425 inwoners (volkstelling 2010).